# Fordham, Norfolk
Fordham är en civil parish i Storbritannien.   Den ligger i grevskapet Norfolk och riksdelen England, i den sydöstra delen av landet, 120 km norr om huvudstaden London. Arean är 8,9 kvadratkilometer.
Terrängen i Fordham är mycket platt.